# Prionomma mindanaona
Prionomma mindanaona är en skalbaggsart som beskrevs av Schultze 1922. Prionomma mindanaona ingår i släktet Prionomma och familjen långhorningar.
Artens utbredningsområde är Filippinerna. Inga underarter finns listade i Catalogue of Life.